# 舒利哈尼夫卡
48°57′20″N 25°42′49″E / 48.95556°N 25.71361°E
舒利哈尼夫卡（羅馬化：Shulhanivka）是烏克蘭的村落，位於該國西部捷爾諾波爾州，由喬爾特基夫區負責管轄，面積1.36平方公里，2001年人口596，人口密度每平方公里439.2人。